# Marcel Hartel
Marcel Hartel (ur. 19 stycznia 1996 w Kolonii) – niemiecki piłkarz występujący na pozycji pomocnika.

## Kariera klubowa

### 1. FC Köln
W 2002 dołączył do akademii 1. FC Köln. Zadebiutował 21 lutego 2015 w meczu Fußball-Regionalligi przeciwko Alemannii Aachen (1:0). 1 lipca 2015 został przesunięty do zespołu rezerw. Pierwszą bramkę zdobył 14 listopada 2015 w meczu ligowym przeciwko TuS Erndtebrück (2:1). W pierwszej drużynie zadebiutował 20 lutego 2016 w meczu Bundesligi przeciwko Borussii Mönchengladbach (1:0). 1 lipca 2016 został na stałe przesunięty do pierwszego zespołu.

### 1. FC Union Berlin
1 lipca 2017 przeszedł do drużyny 1. FC Union Berlin. Zadebiutował 29 lipca 2017 w meczu 2. Bundesligi przeciwko FC Ingolstadt 04 (0:1). Pierwszą bramkę zdobył 27 sierpnia 2017 w meczu ligowym przeciwko Arminii Bielefeld (1:1).

### Arminia Bielefeld
27 lipca 2019 podpisał kontrakt z klubem Arminia Bielefeld. Zadebiutował 2 sierpnia 2019 w meczu 2. Bundesligi przeciwko VfL Bochum (3:3). Pierwszą bramkę zdobył 21 czerwca 2020 w meczu ligowym przeciwko Karlsruher SC (3:3). W sezonie 2019/20 jego zespół zajął pierwsze miejsce w tabeli i awansował do najwyższej ligi. W Bundeslidze zadebiutował 19 września 2020 w meczu przeciwko Eintrachtowi Frankfurt (1:1).

## Kariera reprezentacyjna

### Niemcy U-21
W 2017 roku otrzymał powołanie do reprezentacji Niemiec U-21. Zadebiutował 1 września 2017 w meczu towarzyskim przeciwko reprezentacji Węgier U-21 (1:2). Pierwszą bramkę zdobył 6 października 2017 w meczu eliminacji do Mistrzostw Europy U-21 2019 przeciwko reprezentacji Azerbejdżanu U-21 (6:1).

## Statystyki

### Klubowe
(aktualne na dzień 26 stycznia 2021)
| Klub               | Sezon              | Liga                 | Liga  | Liga   | Puchar kraju | Puchar kraju | Suma  | Suma   |
| Klub               | Sezon              | Liga                 | Mecze | Bramki | Mecze        | Bramki       | Mecze | Bramki |
| ------------------ | ------------------ | -------------------- | ----- | ------ | ------------ | ------------ | ----- | ------ |
| 1. FC Köln II      | 2014/15            | Fußball-Regionalliga | 7     | 0      | –            | –            | 7     | 0      |
| 1. FC Köln II      | 2015/16            | Fußball-Regionalliga | 20    | 4      | –            | –            | 20    | 4      |
| 1. FC Köln II      | 2016/17            | Fußball-Regionalliga | 12    | 3      | –            | –            | 12    | 3      |
| 1. FC Köln II      | Ogólnie            | Ogólnie              | 39    | 7      | 0            | 0            | 39    | 7      |
| 1. FC Köln         | 2015/16            | Bundesliga           | 6     | 0      | 0            | 0            | 6     | 0      |
| 1. FC Köln         | 2016/17            | Bundesliga           | 2     | 0      | 0            | 0            | 2     | 0      |
| 1. FC Köln         | Ogólnie            | Ogólnie              | 8     | 0      | 0            | 0            | 8     | 0      |
| 1. FC Union Berlin | 2017/18            | 2. Bundesliga        | 28    | 2      | 2            | 0            | 30    | 2      |
| 1. FC Union Berlin | 2018/19            | 2. Bundesliga        | 28    | 2      | 2            | 0            | 30    | 2      |
| 1. FC Union Berlin | Ogólnie            | Ogólnie              | 56    | 4      | 4            | 0            | 60    | 4      |
| Arminia Bielefeld  | 2019/20            | 2. Bundesliga        | 33    | 1      | 2            | 0            | 35    | 1      |
| Arminia Bielefeld  | 2020/21            | Bundesliga           | 18    | 0      | 1            | 0            | 19    | 0      |
| Arminia Bielefeld  | Ogólnie            | Ogólnie              | 51    | 1      | 3            | 0            | 54    | 1      |
| Ogólnie w karierze | Ogólnie w karierze | Ogólnie w karierze   | 154   | 12     | 7            | 0            | 161   | 12     |

### Reprezentacyjne
| Reprezentacja | Rok     | Mecze | Bramki |
| ------------- | ------- | ----- | ------ |
| Niemcy U-21   |         |       |        |
| 2017          | 6       | 4     |        |
| 2018          | 3       | 0     |        |
| Ogólnie       | Ogólnie | 9     | 4      |

| Mecze i gole w reprezentacji | Mecze i gole w reprezentacji | Mecze i gole w reprezentacji | Mecze i gole w reprezentacji | Mecze i gole w reprezentacji | Mecze i gole w reprezentacji | Mecze i gole w reprezentacji | Mecze i gole w reprezentacji |
| Lp.                          | Data                         | Miejsce                      | Gospodarz                    | Gość                         | Wynik                        | Gol                          | Rozgrywki                    |
| ---------------------------- | ---------------------------- | ---------------------------- | ---------------------------- | ---------------------------- | ---------------------------- | ---------------------------- | ---------------------------- |
| 1.                           | 01.09.2017                   | Paderborn                    | Niemcy U-21                  | Węgry U-21                   | 1:2                          |                              | Mecz towarzyski              |
| 2.                           | 05.09.2017                   | Osnabrück                    | Niemcy U-21                  | Kosowo U-21                  | 1:0                          |                              | el. ME U-21 2019             |
| 3.                           | 06.10.2017                   | Chociebuż                    | Niemcy U-21                  | Azerbejdżan U-21             | 6:1                          | Gol                          | el. ME U-21 2019             |
| 4.                           | 10.10.2017                   | Drammen                      | Norwegia U-21                | Niemcy U-21                  | 3:1                          |                              | el. ME U-21 2019             |
| 5.                           | 09.11.2017                   | Baku                         | Azerbejdżan U-21             | Niemcy U-21                  | 0:7                          | Gol · Gol · Gol              | el. ME U-21 2019             |
| 6.                           | 14.11.2017                   | Ramat Gan                    | Izrael U-21                  | Niemcy U-21                  | 2:5                          |                              | el. ME U-21 2019             |
| 7.                           | 22.03.2018                   | Brunszwik                    | Niemcy U-21                  | Izrael U-21                  | 3:0                          |                              | el. ME U-21 2019             |
| 8.                           | 07.09.2018                   | Fürth                        | Niemcy U-21                  | Meksyk U-21                  | 3:0                          |                              | Mecz towarzyski              |
| 9.                           | 16.10.2018                   | Heidenheim an der Brenz      | Niemcy U-21                  | Irlandia U-21                | 2:0                          |                              | el. ME U-21 2019             |

## Sukcesy

### Arminia Bielefeld
- Mistrzostwo 2. Bundesligi (1×): 2019/2020